# 许及之
许及之（12世纪—1209年），字深甫，号涉斋，温州永嘉县（今浙江省永嘉县）人。南宋末年大臣，宋宁宗时参知政事。
宋孝宗隆兴元年（1163年）进士。淳熙七年（1180年），知袁州（治今江西省宜春市）分宜县。以被推荐担任诸军审计，淳熙十四年（1187年），入朝为宗正寺簿。淳熙十五年（1188年），担任右拾遗，官在监察御史之上。宋光宗即位，转任军器监，绍熙元年（1190年），担任淮南运判兼提刑，因为铁钱滥恶，贬知庐州。召任太常少卿，因为言官弹劾罢免。绍熙五年（1194年），权礼部侍郎。宋宁宗即位，庆元元年（1195年），担任权吏部侍郎，庆元三年（1197年），升任吏部尚书兼给事中。庆元四年（1198年），自吏部尚书担任同知枢密院事。庆元党禁时，许及之谄事韩侂胄，人称“由窦尚书，屈膝执政”。嘉泰二年（1202年），拜参知政事。嘉泰三年（1203年），知枢密院兼参知政事，嘉泰四年（1204年）罢职。开禧三年（1207年）韩侂胄被杀，许及之被降两官，安置在泉州居住,嘉定二年（1209年）许及之卒。著作有《涉斋集》。其诗文效法王安石，虽不及王安石，但气体高亮，琅琅盈耳，远过于宋末江湖诗派之琐屑刻画。佳作有《佛桑花》，今存词《贺新郎》一首。

## 延伸阅读
[在维基数据编辑]
 《宋史·卷394》，出自脱脱《宋史》